# Forradalom és császárság

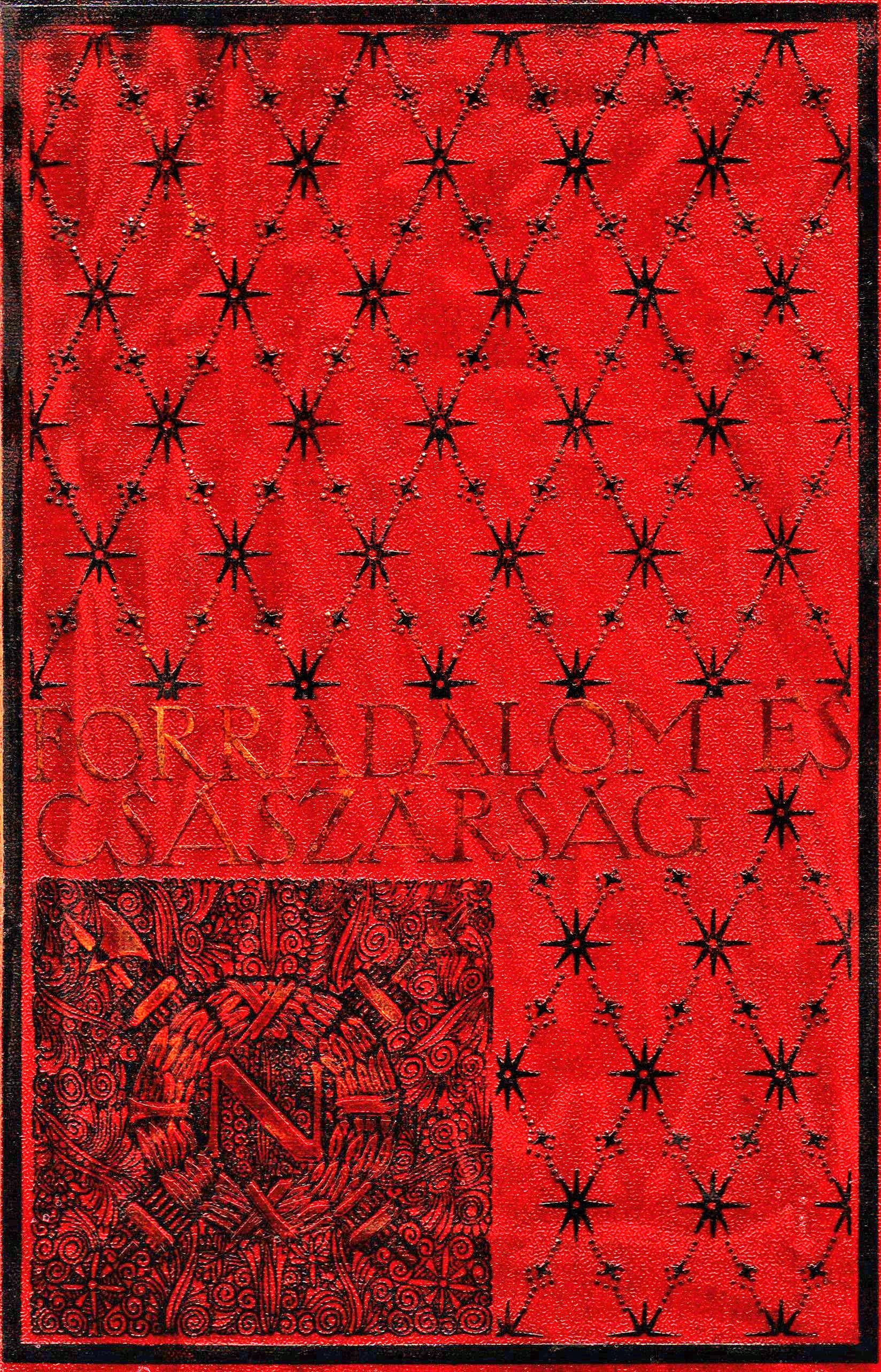
Vörös borítós változat

A Forradalom és császárság egy 20. század elején megjelent népszerű–ismeretterjesztő történelmi szintézis, bizonyos szempontból egy kisebb könyvsorozat.

## Jellemzői
A Singer és Wolfner Irodalmi Intézet Rt. fennállása alatt számos úgynevezett „ajándékkönyvet” adott ki, amelyet kedvezményes áron vásárolhattak meg az Uj Idők folyóirat előfizetői. Ezek egyike – és talán legnagyobbika volt – az 1913–1914-ben megjelent Forradalom és császárság. A 4 részes, részenként 2 kötetes sorozat a nagy francia forradalom, illetve Bonaparte Napóleon felemelkedésének és bukásának történetét, azaz körülbelül az 1790 és 1820 közötti francia történelmet mesélte el az érdeklődő magyar nagyközönségnek. Stílusa hasonló a korabeli ilyen művekéhez, népszerű–ismeretterjesztő volt.
Az egyes köteteket Farkas Pál, Adorján Andor és Seress László írták meg. A 8 kötetes mű teljes terjedelme 1549 nyomtatott oldal lett. A kötetekben a kiadó fekete-fehér képmellékletek helyezett el, amelyek egykorú festmények és metszetek után készültek. A sorozat egy vörös- és egy sárga borítós változattal jelent meg (ld. oldalsó képek).
A mű nem azonos az 1911-ben megjelent, hasonló témakörű, több kötetes A Nagy Francia Forradalom és Napoleon című művel.

## Új kiadás
A mű fakszimile vagy elektronikus kiadással nem rendelkezik. Két kötet szövegét adta ki újraszedve az Anno Kiadó 1998-ban:
- Farkas Pál: A Nagy Francia Forradalom I–II., Budapest, ISBN 963-9066-48-6[4]

## Kötetbeosztása
| Kötetszám   | Kötetcím                 | Szerző        | Kiadási év | Oldalszám |
| ----------- | ------------------------ | ------------- | ---------- | --------- |
| I. kötet    | A francia forradalom I.  | Farkas Pál    | 1913       | 202       |
| II. kötet   | A francia forradalom II. | Farkas Pál    | 1914       | 210       |
| III. kötet  | Bonaparte I.             | Seress László | 1913       | 190       |
| IV. kötet   | Bonaparte II.            | Seress László | 1914       | 189       |
| V. kötet    | A császárság I.          | Adorján Andor | 1914       | 191       |
| VI. kötet   | A császárság II.         | Adorján Andor | 1914       | 189       |
| VII. kötet  | Napoleon I.              | Seress László | 1914       | 190       |
| VIII. kötet | Napoleon II.             | Seress László | 1914       | 189       |